# Sedición de Santa Rita
La Sedición de Santa Rita fue un hecho histórico ocurrido en la finca Santa Rita, Camagüey, Cuba, en 1877, protagonizado por Vicente García González que se negaba a cooperar en la Invasión a Occidente y a salir de su territorio.
Teniendo como antecedente la Sedición de Lagunas de Varona, protagonizada igualmente por Vicente García. El gobierno le ordena nuevamente a Vicente García que se dirija hacia Las Villas para que sustituya a Gómez en la dirección del territorio, este no acepta y repite la indisciplina militar, solicitando nuevas reformas. Entre estas se encontraban la de expulsar a Estrada Palma, la disolución de la Cámara de Representantes, además de elaborar un programa con diez puntos en los que se encontraban todas sus solicitudes. En esta ocasión invitó a Antonio Maceo, que le respondió con una emotiva carta de condena, acusándolo de indisciplina y antipatriótico. Esta sedición agudizó las contradicciones entre los diferentes escalones de mando de las fuerzas mambisas y minó aún más la actitud de los miembros de la Cámara de Representantes, propiciando de esta manera la penetración por parte del mando español para comenzar negociaciones de paz que condujeron a la firma del Pacto del Zanjón la deposición de las armas sin haber perdido la guerra.